# Aéroport de Téhéran-Imam Khomeini

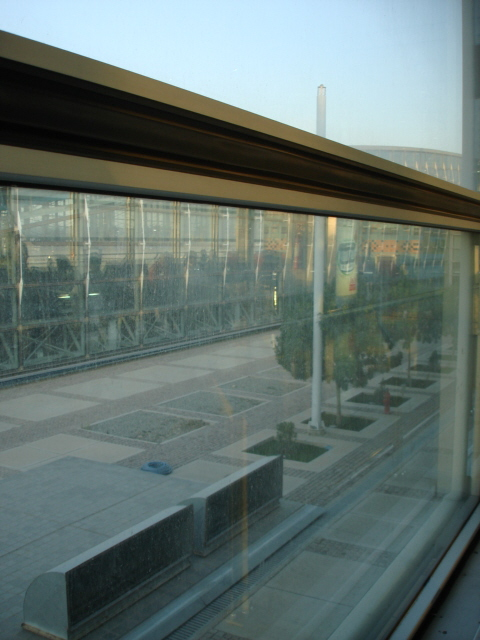
Vue de l'intérieur de l'aéroport.

Pour les articles homonymes, voir Aéroport de Téhéran.
L'aéroport de Téhéran-Imam Khomeini (en persan : فرودگاه بین‌المللی امام خمینی, Forudgāh-e beynolmelali Emam Khomeini) (code IATA : IKA • code OACI : OIIE) est un aéroport international situé à 30 kilomètres au sud de Téhéran, Iran. Il a été construit afin de soulager l'aéroport international Mehrabad, à l'ouest de la ville et aujourd'hui à l'intérieur des limites de la ville, mais toujours en service. Lors du lancement du projet l'aéroport devait s'appeler Ahmadabad, mais après la révolution iranienne islamique de 1979 il a été baptisé du nom de son leader, l'ayatollah Khomeini.

## Histoire
La construction de l'aéroport commence avant la Révolution iranienne de 1979. Le design original était basé sur l'aéroport de Dallas Love Field [citation nécessaire]. Le designer original était la TAMS, un consortium de designers américain. Une coentreprise locale, TAMS-AFFA, Aziz FarmanFarmaian et Associés, fut créée par Abdol-Aziz Mirza Farmanfarmaian pour mettre en œuvre le design et la supervision complète de la construction.
Après la révolution islamique, le projet fut abandonné jusqu'à ce que le gouvernement iranien décide de construire l'aéroport en utilisant le savoir-faire local. La firme française ADP est sélectionnée pour diriger les architectes locaux et les firmes d'ingénierie.
Un contrat EPCC pour le design et la construction est remporté par une compagnie locale de Maîtrise d'ouvrage Kayson, pour l'exécution et la direction de la construction. Après deux ans, ce contrat est annulé et un nouveau contrat est remporté par une Bonyad, le Mostazafan & Janbazan (M&J Foundation) (la fondation des déshérités), un cartel public.
Après la construction du terminal principal par la M&J Foundation, l'organisation de l'aviation civile iranienne décide de prendre la direction des opérations avec l'octroi de la construction du second terminal à la TAV (Tepe-Akfen-Vie), consortium de deux compagnies turques (Tepe et Akfen) et autrichiennes (Vie). Le consortium TAV remporte un contrat de 11 ans en 2003 pour opérer via le Terminal 1 du nouvel aéroport de Téhéran et construire le second terminal pour 200 millions de $.
À l'origine, l'ouverture était prévue pour le 11 février 2004, jour anniversaire de la Révolution iranienne de 1979. Toutefois, de nombreux problèmes subsistaient, dont celui de l'approvisionnement en hydrocarbures. Un report de l'accord signé avec le Ministère du pétrole iranien entraîna un décalage de l'ouverture au 8 mai 2004.
Peu avant le 8 mai, deux compagnies locales refusèrent de transférer leurs activités vers le nouvel aéroport. Le quotidien économique Economic Hayat-e No note qu'Ali Abedzadeh, directeur de la compagnie aérienne semi-privée Iran Aseman Airlines déclare « Nous ne décollerons pas depuis des infrastructures dirigées par des étrangers. »
Le personnel de la TAV reçoit l'ordre de retirer son personnel et ses équipements de l'aéroport le 7 mai 2004, et les opérations sont confiées à la compagnie aérienne Iran Air.
Cependant, le 8 mai, quelques heures après l'ouverture du nouvel aéroport, les gardiens de la révolution islamique de l'Armée iranienne le ferment, prétextant des craintes sur la sécurité concernant l'octroi du fonctionnement de l'aéroport à des étrangers. Seul un vol Emirates en provenance de Dubaï est autorisé à atterrir. Le second vol à destination de Dubaï, qui est un vol Iran Air, est contraint de se dérouter vers l'Aéroport international Shahid Beheshti d'Ispahan, car l'atterrissage à l'Aéroport international Mehrabad ne lui est pas autorisé alors que l'aéroport Imam Khomeini a été fermé par les forces armées. Les autres vols sont finalement déroutés vers Mehrabad.
« Je pense qu'ils (NDLR : les forces armées) ont eu des informations erronées sur l'activité des Turcs sur le site, quand ils ont évacué l'aéroport le vendredi », a déclaré le directeur de l'aéroport Hossein Pirouzi.
Le 11 mai, lors d'une rencontre avec le sous-secrétaire du Ministre des Affaires étrangères turques Ugur Ziyal et le Ministère des Affaires étrangères de l'Iran Kamal Kharrazi, le représentant turc exprime son mécontentement à propos de l'attitude des forces armées iraniennes.
En avril 2005, l'aéroport qui a coûté 350 millions de dollars est ouvert sous la direction d'un consortium de quatre compagnies Mahan Airlines, Iran Aseman Airlines, Caspian Airlines et Kish Airlines— bien qu'aucun contrat ne soit formellement signé. Plus tard, la direction de l'aéroport est transférée à l'Iranian Airports Holding Company, qui dépend du ministère des routes et des transports, responsable de tous les aéroports civils et gouvernementaux à l'exception de ceux appartenant à des organisations spéciales comme le ministère du pétrole ou les forces armées.
D'autre complications surviennent le 29 avril 2005 quand le Royaume-Uni et le Canada mettent en garde leurs ressortissants sur l'utilisation de cet aéroport à cause d'allégations de craintes sur la piste d'envol que l'on suppose être construite sur un ancien qanats (canalisation d'eau souterraine),. Les officiels iraniens démentent ces rumeurs en déclarant que l'Organisation de l'aviation civile internationale a inspecté l'aéroport et a donné son feu vert pour son ouverture.

## Situation
| Sārī Dasht-é Naz Golfe · persique Téhéran-MehrabadTéh.-Mehrabad Mechhed Téhéran-KhomeiniTéh.-Khomeini Chiraz Kish Ahvaz Ispahan Tabriz Bandar · Abbas Kerman Yazid Abadan Kermanchah Zahedan Bouchehr Qechm Ourmieh Racht Birjand Chabahar Lamerd |

## Mise en service

### Transfert d'une partie des vols depuis Mehrabad
Le 26 octobre, on annonce que le surlendemain à minuit, tous les vols internationaux à l'exception de ceux en partance ou à destination de Damas, Djeddah et Médine sont transférés à l'aéroport international Imam Khomeini et que celui-ci devient le principal aéroport international de Téhéran. Tous les vols sont alors déplacés vers le nouvel aéroport, à l'exception des vols intérieurs et des vols vers l'Arabie saoudite, le Hajj et Oumra.

### Instrument Landing System (ILS)
IKA est équipé  d'un ILS depuis août 2009. Le système a été acheté 7 ans auparavant mais la firme qui l'a vendu a refusé de l'installer à cause des sanctions américaines contre l'Iran. L'ILS a donc été installé par des experts iraniens.

### Certification
IKA a obtenu la certification internationale du Système de Management Intégré (IMS). IMS inclut la certification OHSAS 18001, ISO 14001: 2004 and ISO 9001, qui sont issues respectivement pour la sécurité et l'hygiène professionnelle, la protection de l'environnement et la qualité du management.

### Taxe d'Aéroport
La taxe d'aéroport est de 70 000 rials pour tous les passagers quittant l'Iran via des vols internationaux. Les touristes iraniens quittant l'Iran via des vols internationaux payent une taxe de tourisme d'un montant de 30 000 rials.
Une taxe de départ est perçue auprès des citoyens iraniens d'un montant de 100 000 rials puis de 150 000 rials à chaque nouveau départ survenu durant une année iranienne.
Cependant, en août 2008, la loi sur les taxes d'aéroport a changé pour les expatriés iraniens, dont le passeport n'indique pas l'Iran comme lieu de résidence et les étudiants étudiants à l'étranger qui sont désormais exemptés de cette taxe de sortie du territoire.

## Compagnies aériennes et destinations

### Passagers
| Compagnies              | Destinations |
| ----------------------- | --- |
| Aeroflot                | Moscou Chérémétiévo |
| Air Arabia              | Abou Dabi, Charjah |
| AJet                    | Ankara Esenboğa, Istanbul-S. Gökçen En saison : Izmir-A. Menderes |
| Ariana Afghan Airlines  | Kaboul, Kandahar, Mazâr-e Charîf |
| Armenia Airways         | Erevan-Zvarnots |
| ATA Airlines            | Bagdad, Istanbul, Nadjaf, Tbilissi-C. Roustavéli En saison : Izmir-A. Menderes En saison charter : Moscou-Vnoukovo |
| Austrian Airlines       | Vienne-Schwechat |
| Azerbaijan Airlines     | Bakou-H. Aliyev |
| Caspian Airlines        | - Ankara Esenboğa, - Bagdad, - Damas, - Erevan-Zvarnots, - Istanbul, - Izmir-A. Menderes, - Nadjaf En saison : Denizli |
| Cham Wings Airlines     | Damas, Lattaquié |
| China Southern Airlines | Pékin-Daxing, Ürümqi-Diwopu |
| Emirates                | Dubaï |
| Fly Baghdad             | Bagdad, Nadjaf |
| flydubai                | Dubaï |
| Georgian Wings          | Tbilissi-C. Roustavéli |
| Iran Air                | - Bakou-H. Aliyev, - Beyrouth-Rafic Hariri, - Bombay-Chhatrapati-Shivaji, - Cologne/Bonn-K. Adenauer, - Francfort, - Hambourg-H.-Schmidt, - Istanbul, - Karachi-Jinnah, - Koweït, - Lahore-Allama Iqbal, - Londres-Heathrow, - Milan-Malpensa, - Nadjaf, - Rome Léonard-de-Vinci/Fiumicino, - Vienne-Schwechat En saison : Denizli, Djeddah - Roi-Abdelaziz, Izmir-A. Menderes, Médine-Prince M. Bin Abdulaziz                       |
| Iran Airtour            | Bagdad, Dubaï, Erevan-Zvarnots, Istanbul, Nadjaf En saison : Denizli, Izmir-A. Menderes, Sotchi-Adler |
| Iran Aseman Airlines    | Bagdad, Istanbul, Nadjaf, Tbilissi-C. Roustavéli En saison : Batoumi-A. Kartveli, Izmir-A. Menderes |
| Iraqi Airways           | Bagdad, Nadjaf, Souleimaniye |
| Jazeera Airways         | Koweït |
| Kam Air                 | Kaboul, Mazâr-e Charîf |
| Kish Air                | Almaty En saison : Nadjaf |
| Kuwait Airways          | Koweït |
| Lufthansa               | Francfort |
| Mahan Air               | - Alep, - Ankara Esenboğa, - Bagdad, - Bangkok-Suvarnabhumi, - Beyrouth-Rafic Hariri, - Canton-Baiyun, - Damas, - Delhi-Indira Gandhi, - Dubaï, - Erbil, - Grozny, - Istanbul, - Kaboul, - Kirkuk, - Lahore-Allama Iqbal, - Lattaquié, - Mazâr-e Charîf, - Moscou Chérémétiévo, - Nadjaf, - Pékin-Capitale, - Shanghai-Pudong, - Shenzhen-Bao'an, - Souleimaniye En saison : Minsk, Phuket, Saint-Pétersbourg-Poulkovo, Sotchi-Adler |
| Meraj Airlines          | Bagdad, Beyrouth-Rafic Hariri, Damas, Istanbul, Nadjaf En saison : Dalaman, Izmir-A. Menderes, Moscou-Vnoukovo, Saint-Pétersbourg-Poulkovo |
| Nordwind Airlines       | Moscou Chérémétiévo, Saint-Pétersbourg-Poulkovo |
| Oman Air                | Mascate |
| Pegasus Airlines        | Ankara Esenboğa, Istanbul-S. Gökçen |
| Qatar Airways           | Doha-Hamad |
| Qeshm Air               | - Almaty, - Ankara Esenboğa, - Dubaï, - Erevan-Zvarnots - Islamabad-Benazir Bhutto, - Mascate, - Nadjaf, - Tachkent, - Tbilissi-C. Roustavéli En saison charter : Batoumi-A. Kartveli, Denizli, Izmir-A. Menderes, Sparte-Süleyman Demirel (tr) |
| SalamAir                | Mascate |
| Sepehran Airlines       | Ankara Esenboğa, Bagdad, Erevan-Zvarnots, Mascate, Tbilissi-C. Roustavéli |
| Somon Air               | Douchanbé |
| Taban Air               | Bagdad, Istanbul, Mascate, Nadjaf |
| Turkish Airlines        | Istanbul |
| Varesh Airlines         | Douchanbé, Erevan-Zvarnots, Mascate, Nadjaf, Tbilissi-C. Roustavéli En saison : Batoumi-A. Kartveli |
| Yazd Airways            | Kaboul, Kandahar, Istanbul, Mazâr-e Charîf |
| Zagros Airlines         | Bagdad, Nadjaf, Tachkent, Tbilissi-C. Roustavéli En saison : Batoumi-A. Kartveli |

Édité le 03/11/2022. Actualisé le 19/09/2024.

### Cargo

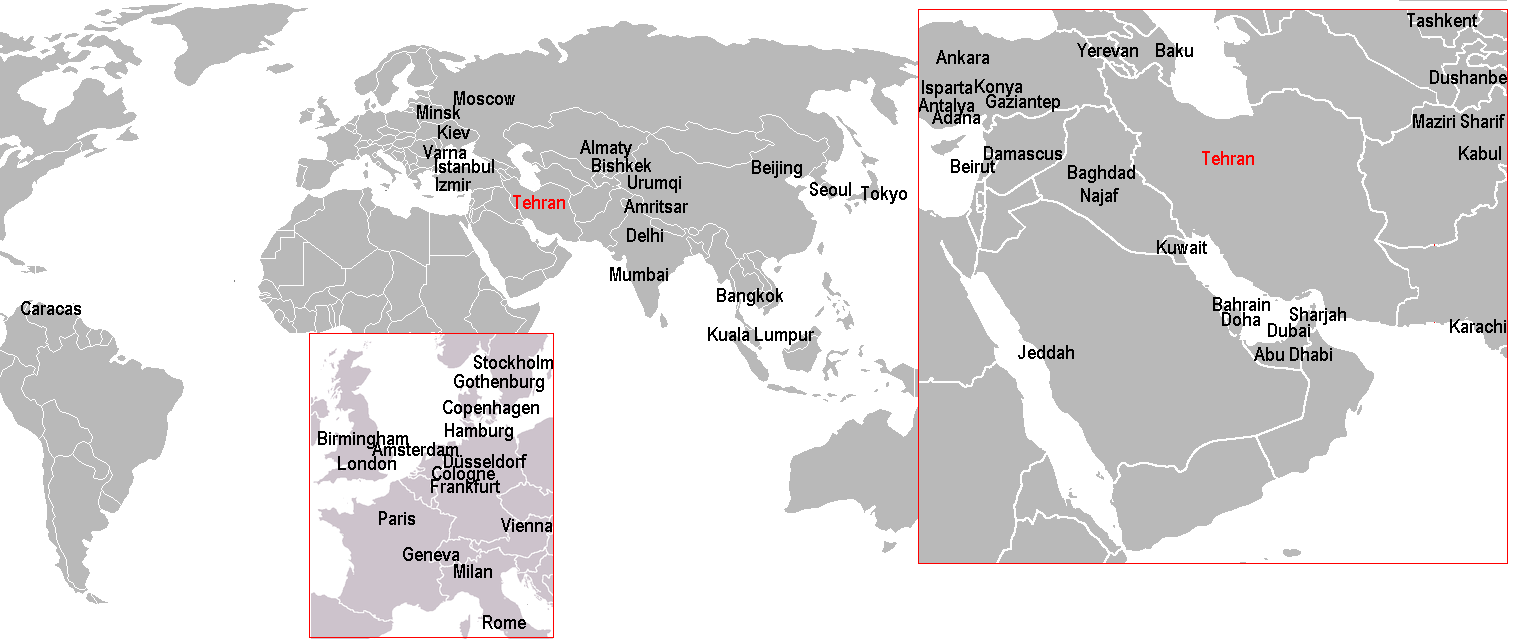
Cities with direct passenger flights from IKA.

| Compagnies             | Destinations | Terminal |
| ---------------------- | --- | -------- |
| Iran Air Cargo         | Amsterdam, Ankara, Bakou, Bangkok-Suvarnabhumi, Beijing-Capital, Beyrouth, Cologne/Bonn, Copenhague, Dammam, Dubaï-International, Doha, Francfort, Gothenburg-Landvetter, Hambourg, Istanbul-Atatürk, Karachi, Kuala Lumpur, Kuwait City, London-Heathrow, Milan-Malpensa, Moscou-Cheremetievo, Bombai, Paris-Charles de Gaulle, Stockholm-Arlanda, Tachkent, Vienne | Cargo A  |
| Lufthansa Cargo        | Francfort | Cargo B  |
| Pegasus Cargo          | Istanbul-Sabiha Gökçen | Cargo B  |
| Turkish Airlines Cargo | Hanoi, Istanbul-Atatürk, Karachi | Cargo B  |
| Qatar Airways Cargo    | Doha, Hong Kong | Cargo B  |

Note : au 1er janvier 2016

## Transport
L'aéroport Imam Khomeini est accessible depuis Téhéran par voiture, taxi et bus via l'autoroute Tehran-Qom. Un accès à l'aéroport connecte l'autoroute au terminal de l'aéroport, continuant de servir Robat-Karim via un échangeur avec l'autoroute Saveh-Téhéran et la ville de Parand créée lors de la phase de construction de l'aéroport ainsi qu'un grand parc d'attraction en cours de construction au sud de la ville près de l'autoroute Saveh-Téhéran.
Une extension du sud de la Ligne 1 du Métro de Téhéran vers l'aéroport IKA est actuellement en construction et prévue pour atteindre l'aéroport au premier semestre 2011.
Il est aussi prévu une extension de la Ligne 3 du métro pour qu'elle atteigne son terminus sud à IKA dans le futur.

## Construction et expansion

### IKIA Phase 1
Environ 3 mille milliards de rial iraniens (335 millions de dollars US) ont été dépensés pour l'achèvement de la phase 1 de l'aéroport, a annoncé le directeur de la State Airports Company, Asghar Ketabchi. Il déclare que la construction d'une seconde piste, l'achèvement du bureau de l'administration des douanes et d'autres bureaux sont en projet pour la phase 1. Actuellement l'aéroport a une capacité de transport de 6,5 millions de passagers par an, il déclara que 3 millions de personnes utilisent cet aéroport au 19 mars. En se fondant sur le fait que le pourcentage de vols augmente de huit pour cent par an, il estime que cinq millions de personnes auront été transportées. Le nouvel aéroport, le plus grand d'Iran, s'étend sur 13 500 hectares. Environ 3,2 milliards de rials (357 millions de dollars US) sont nécessaires pour le promouvoir au niveau mondial.
La firme française ADPI, filiale du groupe Aéroports de Paris a été sélectionnée pour fournir un plan de développement, avec une seconde phase d'expansion permettant d'atteindre la capacité de 26,5 millions de passagers transportés par an.

### Le gouvernement iranien compense le consortium TAV
Le consortium TAV a emporté un contrat de 11 ans en 2003 pour opérer via le Terminal 1 du nouvel aéroport de Téhéran et construire le second terminal pour 200 millions de $. Cependant le contrat est rompu en 2004 quand la ligne dure du régime s'oppose à ce qu'une entreprise étrangère joue un rôle central dans le développement de l'aéroport. Le consortium a investi 15 millions de dollars dans l'aéroport mais a été évacué sans cérémonie la veille de l'arrivée du premier vol en 2004 par les gardiens de la révolution. Selon l'agence de presse Mehr qui cite une source anonyme, le gouvernement accepte d'indemniser le consortium à hauteur de 5,7 millions de dollars sans préciser s'il s'agit d'une compensation partielle ou totale.

### Phase d'expansion
L'achèvement de la phase 1 comprend un terminal cargo et VIP qui sont en cours de construction et le terminal du Hajj en phase d'ingénierie. Un hôtel était prévu mais il se trouve en phase de recherche d'investisseurs et est donc transféré dans les projets de la phase 2.
Les phases 2 et 3 vont permettre à l'aéroport d'atteindre une capacité annuelle de 26,5 millions de passagers puis 50 millions de passagers et une éventuelle phase 4 qui permettra d'atteindre 90 millions de passagers par an. L'étude et le design de la phase 4 commenceront dès que la construction de la phase 3 débutera. L'aéroport atteignant rapidement sa capacité maximale de 6,5 millions de passagers par an, un appel d'offres est lancé pour trouver des investisseurs pour la seconde phase. Il a été partiellement remporté par le Bonyad Taavon (une fondation semi-gouvernementale) pour la construction de la phase 2 incluant un terminal passager de 238 000 m2 avec une capacité annuelle de 20 millions, une piste sud, un nouveau parking de 2 500 places et un hôtel 4 étoiles de 250 chambres dont le chantier a déjà commencé. Cette phase coûtera 2,2 milliards de dollars dont 700 millions seront fournis par le gouvernement iranien et le reste par le bonyad qui finira la phase 2 au minimum dans 36 mois,.

## Accidents et incidents
Le 15 décembre 2007, un Airbus A330-200 appartenant à KLM arrivant de l'aéroport d'Amsterdam-Schiphol entre en collision avec un Airbus 340-300 de Lufthansa à destination de l'aéroport de Francfort. L'accident a lieu à 3:00 IRST, ne provoque aucune blessure mais mène à l'annulation du vol de la Lufthansa. L'avion arrive devant sa porte d'embarquement lorsqu'il heurte l'aile de l'Airbus A340 de la Lufthansa qui stationnait le long de la piste d'envol. On annonça que l'avion ne subit aucun dégât sévère.
Le 15 juillet 2009, le vol 7908 Caspian Airlines, un Tupolev Tu-154 à destination d'Erevan en Arménie, s'écrase dans un champ dans le village de Farsiyan dans la province de Qazvin (nord-ouest de l’Iran), 16 minutes après son décollage de l'aéroport Imam Khomeini. Il n'y a aucun survivant parmi les 168 passagers et membres d'équipage.
Le 8 janvier 2020, le vol 752 Ukraine International Airlines à destination de Kiev, s’écrase 10 minutes après son décollage à 15 kilomètres au nord-ouest de l'aéroport. Aucune des 176 personnes à bord ne survit au crash.